# Sieć elektroenergetyczna
Sieć elektroenergetyczna – zbiór przewodów elektrycznych i urządzeń powiązanych pod względem funkcjonalnym i połączonych elektrycznie, przeznaczonych do przesyłania, przetwarzania i rozdzielania na określonym terytorium wytworzonej w elektrowniach energii elektrycznej oraz do zasilania nią odbiorników.
Pierwsza sieć elektroenergetyczna na świecie o długości 175 km została zbudowana przez firmy: niemiecką AEG i szwajcarską Oerlikon na Światową Wystawę Elektrotechniczną we Frankfurcie nad Menem w 1891 r. Pomysłodawcą i odpowiedzialnym za cały projekt był Polak z pochodzenia Michał Doliwo-Dobrowolski, dyrektor w niemieckiej firmie AEG. 
Sieci elektroenergetyczne dzieli się na:
1. rodzaj prądu: zmiennoprądowe AC (większość) i stałoprądowe DC (zob. HVDC)
2. wysokość napięcia: niskich napięć (nn) < 1kV, średnich napięć (SN) < 60 kV, wysokich napięć (WN) ≤ 220 kV i najwyższych napięć (NN) ≥ 400 kV
3. układ sieciowy: TN-C, TN-S, TN-C-S, TT, IT

Wyróżnić można w niej takie elementy jak:
- sieć przesyłowa to sieć wysokiego napięcia oraz sieć najwyższego napięcia
- sieć dystrybucyjna (rozdzielcza) to sieć średniego napięcia oraz sieć niskiego napięcia.